# IEEE 802.11ac
IEEE 802.11ac, comercializado como WiFi 5 por Wi-Fi Alliance, es una mejora a la norma IEEE 802.11n, se ha desarrollado entre los años 2011 y  2013, y finalmente aprobada en julio de 2014.
El estándar consiste en mejorar las tasas de transferencia hasta 433 Mbit/s por flujo de datos, consiguiendo teóricamente tasas de 1.3 Gbit/s empleando 3 antenas. Opera dentro de la banda de 5 GHz, amplía el ancho de banda hasta 160 MHz (40 MHz en las redes 802.11n), utiliza hasta 8 flujos MIMO e incluye modulación de alta densidad (256 QAM).

## Características
- Introducidas de 802.11a/n

BCC Binary convolutional coding
Binary convolutional coding
- Extraídas en 802.1115ac

Ancho de banda de 80 MHz (160 MHz de canal contiguo)

## Nuevas tecnologías
Las nuevas tecnologías introducidas con 802.11ac incluyen lo siguiente: 
1. Enlace de canal extendido
2. Ancho de banda de canal opcional de 160 MHz y obligatorio de 80 MHz para estaciones; cf. Máximo 40 MHz en 802.11n.
3. Más flujos espaciales MIMO Admite hasta ocho flujos espaciales (frente a cuatro en 802.11n)
4. MIMO multiusuario de enlace descendente (MU-MIMO, permite hasta cuatro clientes MU-MIMO de enlace descendente simultáneos)
5. Múltiples STA, cada una con una o más antenas, transmiten o reciben flujos de datos independientes simultáneamente.
6. Acceso múltiple por división de espacio (SDMA): los flujos no están separados por frecuencia, sino que se resuelven espacialmente, de forma análoga al MIMO de estilo 11n.
7. MU-MIMO de enlace descendente (un dispositivo de transmisión, dispositivos de recepción múltiple) incluido como un modo opcional.
8. Modulación 256-QAM, tasa 3/4 y 5/6, agregados como modos opcionales (vs. 64-QAM, tasa 5/6 máxima en 802.11n).
9. Algunos proveedores ofrecen un modo 1024-QAM no estándar, que proporciona una velocidad de datos 25% más alta en comparación con 256-QAM Otros elementos / características
10. Conformación de haz con sondeo estandarizado y retroalimentación para compatibilidad entre proveedores (no estándar en 802.11n hizo difícil que la formación de haz funcione efectivamente entre diferentes productos de proveedores)
11. Modificaciones de MAC (principalmente para soportar los cambios anteriores)
12. Mecanismos de convivencia para canales de 20, 40, 80 y 160 MHz, dispositivos 11ac y 11a / n.
13. Agrega cuatro nuevos campos al encabezado PPDU que identifica la trama como una trama de muy alto rendimiento (VHT) en lugar de la de alto rendimiento 802.11n (HT) o anterior. Los primeros tres campos en el encabezado son legibles por dispositivos heredados para permitir la coexistencia